# Diadembergtyrann
Diadembergtyrann (Silvicultrix diadema) är en fågel i familjen tyranner inom ordningen tättingar.

## Utseende
Diadembergtyrannen är en liten tyrann. Liksom de flesta bergtyranner har den ett mycket tydligt ögonbrynsstreck. Den är den enda arten som verkar mestadels gul, framför allt på strupe och buk. På ovansidan syns rostfärgade vingband.

## Utbredning och systematik
Diadembergtyrann förekommer i Anderna från norra Colombia och Venezuela till norra Peru. Den delas in i fem underarter med följande utbredning:
- Silvicultrix diadema jesupi – förekommer i Sierra Nevada de Santa Marta (nordöstra Colombia)
- Silvicultrix diadema rubellula – förekommer i nordöstra Colombia (Sierra de Perija) och nordvästra Venezuela
- Silvicultrix diadema tovarensis – förekommer i norra Venezuela
- Silvicultrix diadema diadema – förekommer i östra Colombia samt västra och nordvästra Venezuela
- Silvicultrix diadema gratiosa – förekommer i västra Colombia, östra Ecuador och norra Peru

## Levnadssätt
Diadembergtyrannen hittas i den subtropiska och tempererade zonen i Anderna. Den ses enstaka eller i par i undervegeation i molnskog och i skogsbryn, framför allt där det finns tillgång på bambu.

## Status
Arten har ett stort utbredningsområde och beståndet anses stabilt. Internationella naturvårdsunionen IUCN listar den därför som livskraftig (LC).